# 長尾朋範
長尾 朋範（ながお とものり、1995年3月5日 - ）は、日本のプロボクサー。愛媛県出身。現WBOアジアパシフィックフライ級王者。フラッシュ赤羽ボクシングジム所属。

## 来歴
新田高校卒業後、大阪商業大学に進学。
2019年12月7日のプロデビュー戦は判定勝ちも、1年後の試合でプロ初黒星。
そして2025年4月19日、神戸市立中央体育館でWBOアジアパシフィックフライ級14位の小田切駿平とWBOアジアパシフィック同級王座決定戦を行い、3回終了時点に相手が左肩脱臼で試合続行不可能となって4回3秒TKO勝ちでWBOアジアパシフィック王座獲得。

## 戦績
- プロ - 14戦 10勝（6KO）2敗2分

## 獲得タイトル
- WBOアジアパシフィックフライ級王座（防衛0）